# Microsoft PowerPoint
Microsoft PowerPoint és un programa de presentació desenvolupat per l'empresa Microsoft per a sistemes operatius Windows i Mac OS. Ve integrat en el paquet ofimàtic anomenat Microsoft Office com un element més, que pot aprofitar els avantatges que li ofereixen els altres components de l'equip per obtenir un resultat òptim.
PowerPoint és un dels programes per fer presentacions més estesos. És àmpliament utilitzat en diferents camps de l'ensenyament, els negocis, entre d'altres. Segons xifres de Microsoft, cada dia són realitzades aproximadament 30 milions de presentacions amb PowerPoint (PPT).
És un programa dissenyat per fer presentacions amb text esquematitzat, així com presentacions en diapositives, animacions de text i imatges pre-dissenyades o importades des d'imatges de l'ordinador. Es poden aplicar diferents dissenys de font, plantilla i animació. Aquest tipus de presentacions solen ser més pràctiques que les de Microsoft Word.
Amb PPT i els dispositius d'impressió adequats es poden realitzar molts tipus de resultats relacionats amb les presentacions: transparències, documents impressos pels assistents a la presentació, notes i esquemes per al presentador, o diapositives estàndard de 35 mm.

## Història
A mitjans de 1980 dos productors de programari estaven desenvolupant el primer programari de presentacions gràfiques per a la computadora personal en una petita oficina a Califòrnia anomenada Forethought. Els primers esforços d'aquests dos productors de programari van ser poc recompensats. Una sèrie de companyies inversores van declinar invertir en aquest programa, que era conegut com a Presenter i estava dirigit a la plataforma Mac, específicament a la computadora personal Apple II. Però Bob Gaskins, amo de la companyia Forethought, Inc., i el co-productor del programa, no van perdre les esperances. Després de dos anys de negociacions (1985-1987), van vendre per fi la companyia i el seu programari a la geganta Microsoft de Bill Gates per la suma de 14.000.000 de dòlars.

## Prestacions
1. L'ús de plantilles; que poden ser fetes per l'usuari, a més a més de les ja estan preestablertes.
2. Poder introduir textos variant el color i la grandària de les lletres conforme a les necessitats i gustos de l'usuari.
3. Es poden inserir imatges amb les quals es dona una millor presentació a la diapositiva, facilitant comprendre millor allò del que tracta la diapositiva, a més de poder-se inserir textos a les imatges, complementant-se així amb l'exposició.
4. Posseeix eines d'animació, amb les quals es poden donar efectes als textos i imatges, donant-li una millor aparença.
5. Realitzar gràfics.
6. Afegir vídeos i àudios.
7. Posseeix la qualitat d'obrir formats d'altres plataformes i fins i tot ens permet guardar-los en formats diferents al PowerPoint, per exemple, extensions com: PPT o PPS, entre unes altres.
8. És possible afegir hipervincles.

## Versions

### PowerPoint 1.0
No li va prendre molt temps a Microsoft treure-li profit a la seva nova adquisició. El setembre del 1987 va treure al mercat el seu PowerPoint 1.0, canviant per sempre el món de les presentacions gràfiques. Encara que aquest PowerPoint 1.0, disponible en blanc i negre per l'Apple Macintosh i per al sistema operatiu DOS de la PC, tenia només les eines més bàsiques de dibuix, va triomfar ràpidament.
Mentre això succeïa, Microsoft es va embarcar en una croada per millorar el programa perquè la companyia Genigraphics sabia més sobre gràfics de presentacions que ningú.

### PowerPoint 2.0
Al maig de 1988, Microsoft va anunciar una actualització important per PowerPoint, la versió 2.0. Aquesta comptava amb moltes millores (molt necessàries) que feien als gràfics de presentacions més pràctics per al presentador. En comptes d'una paleta de 256 colors, les possibilitats digitals s'estenien a 16.800.000 de colors, més colors i plantilles "personalitzades". Les funcions de "correcció de gramàtica", "portar al capdavant", "portar darrere" i "buscar i reemplaçar" es van unir a les opcions de menú. Els presentadors podien importar ara arxius d'aquelles aplicacions basades en Postscript, com Adobe Illustrator i Aldus Freehand, encara que no era tan fàcil com importar arxius natius.

### PowerPoint 3.0
Obté l'addició de 22 formes comunament utilitzades; noves eines de dibuix a mà alçada, l'habilitat de rotar objectes i la de copiar les característiques d'un objecte es van fer disponibles. La fascinació del món dels negocis per les gràfiques estadístiques va començar a créixer, encara que no al mateix pas furiós de Microsoft, amb la introducció de 84 tipus de gràfics estadístics pre-dissenyats.
A l'octubre de 1992, la versió MacOS de PowerPoint 3.0 va entrar en escena, amb la majoria de les característiques i amb afirmacions d'una major compatibilitat entre plataformes. Encara que aquells elements com a imatges de mapa de bits i sons no es convertien bé, la promesa d'una veritable compatibilitat entre plataformes estava uns passos més a prop, perquè ja no era necessària una utilitat de conversió separada.

### PowerPoint 4.0
Al febrer de 1994, es va portar la introducció de PowerPoint 4.0 per Windows. Per a aquest temps, PowerPoint era utilitzat per prop de 4.000.000 d'usuaris al voltant del món, doblegant la seva base instal·lada en menys d'un any. Reforçat per les vendes de Microsoft Office, que liderava a la competència per 7 a 1, el domini de PowerPoint en les computadores d'escriptori es va fer ràpidament insuperable.
Va introduir noves característiques per ajudar els presentadors i conferenciants a adaptar-se millor al món de les presentacions gràfiques. La versió MacOS de PowerPoint 4.0 va ser introduïda al setembre de 1994, convertint-se així en l'última versió que els usuaris de Mac veurien en els propers 100 mesos. Ja per a finals de 1994, la majoria dels usuaris havien abandonat els suports d'oficines de servei com Genigraphics, per així generar ells mateixos les seves pròpies diapositives en les seves computadores d'escriptori.

### PowerPoint 95
(versió 7.0 de PowerPoint) Va ser introduït a l'agost de 1995 i estava basat en un codi completament nou, Visual C++.
Les millores van incloure més personalització de les opcions de menú, suport de Visual Basic, múltiples comandos de desfer (undo), animacions i una interfície més amistosa i personalizable.
Però també, la introducció de PowerPoint 95 va portar aparellada una altra situació. Els usuaris es van començar a adonar que la projecció electrònica de les seves presentacions en una pantalla era una opció factible que també els permetia fer canvis d'últim minut.
Els projectors electrònics van començar a ser més comuns, però encara tenien molt poca resolució i un preu massa alt.
El nou motor d'animacions de PowerPoint 95 permetia als usuaris moure objectes en la pantalla. També es va fer més fàcil integrar sons i vídeos.

### PowerPoint 97
(PowerPoint 8.0) Es va fer disponible dins del paquet Office 97 el gener de 1997. En aquesta versió, el motor d'animació va donar dramàtics passos cap endavant.
Les presentacions personalitzades (Custom Shows) permetien als usuaris definir camins únics a través del mateix joc de diapositives de presentacions, mentre que la modalitat de gravar presentacions, i un reproductor de mitjana incrustat, van reconèixer l'interès creixent del presentador en el poder dels mitjans digitals.
Amb aquesta nova versió era possible guardar les presentacions en HTML, permetent així als usuaris posar presentacions a la Web.

### PowerPoint 98
Esperat per molt temps, PowerPoint 98 per MacOS va aparèixer el gener de 1998 i es va igualar la funcionabilitat de la versió Windows. Per primera vegada, la gairebé perfecta compatibilitat entre plataformes es va fer realitat. Microsoft PowerPoint Viewer 98 és un visor de Macintosh que pot utilitzar-se per mostrar presentacions. Admet arxius creats en les versions de PowerPoint enumerades al principi d'aquest article, versions anteriors de Microsoft PowerPoint per Macintosh i Microsoft PowerPoint per a Windows versions 3.0 i posteriors.

### PowerPoint 2000
(PowerPoint versió 9.0) Va arribar al mercat al març de 1999 per complaure el desig creixent de poder guardar i obrir el mateix arxiu tant en HTML com en el seu format binari natiu. Altres importants funcions de l'aplicació, com l'animació i els gràfics estadístics, van venir relativament sense canvis majors. PowerPoint 2000 va introduir funcions fàcils de fer que li van permetre al presentador estandarditzar aquelles àrees sovint excloses com eren la inconsistència de majúscules, formatat d'errors i diferències de resolució entre computadora i projector.

### PowerPoint 2002/XP
(PowerPoint versió 10.0) PowerPoint XP no s'aparta radicalment del seu predecessor PowerPoint 2000, però inclou moltes característiques noves i millorades. Els canvis en les opcions de revisió redueixen dràsticament la quantitat de navegació que cal per crear una presentació. En versions anteriors s'havia de canviar de vistes a fi de veure miniatures de la presentació. La vista normal esmenada inclou el text de cada diapositiva o RGP i a més a més una vista en miniatura dels seus gràfics col·locada sota uns indicadors a l'esquerra de la pantalla. Els panells de tasques de PowerPoint XP permeten tenir accés amb un sol clic a les plantilles de disseny, les combinacions de colors, les opcions d'animació i les eines de revisió.

### PowerPoint 2003
No es va diferenciar molt pel que fa a la versió 2002/XP. Millora la col·laboració entre presentadors i ara conté l'opció empacar per a CD, que facilita el gravar presentacions amb contingut multimèdia i que agrega el visor en CD-ROM per a la seva distribució. També hi ha un suport millorat per a gràfics i multimèdia.

### PowerPoint 2007
(PowerPoint 12.0) Va sortir al mercat al novembre del 2006 i va portar amb si una nova interfície d'usuari i molt millorades capacitats gràfiques per facilitar el treball.
Va incloure un nou format d'arxiu basat en XML (.pptx, .pptm, .potx, etc.), amb la finalitat de compactar més els arxius, millorar la recuperació d'arxius danyats, més facilitat per a la detecció de documents amb macros, major privacitat, més control sobre la informació personal, i millorar la integració i interporalitat de les dades professionals.

### PowerPoint 2010
(PowerPoint 14.0) Va sortir al mercat el 12 de maig de 2010 i va portar amb si una nova interfície d'usuari i capacitats gràfiques millorades per facilitar el treball.
Apareix amb la nova funcionalitat de difondre una presentació de diapositives en directe via Web a l'instant. El seu públic remot pot veure la presentació amb la màxima qualitat, fins i tot si no té PowerPoint instal·lat. Addicionalment s'estén el suport per a formats de video AVI, MPG i SWF, i incorpora la funcionalitat que permet generar automàticament un vídeo, en format WMV, basant-se en les diapositives de la presentació.

### PowerPoint 2013

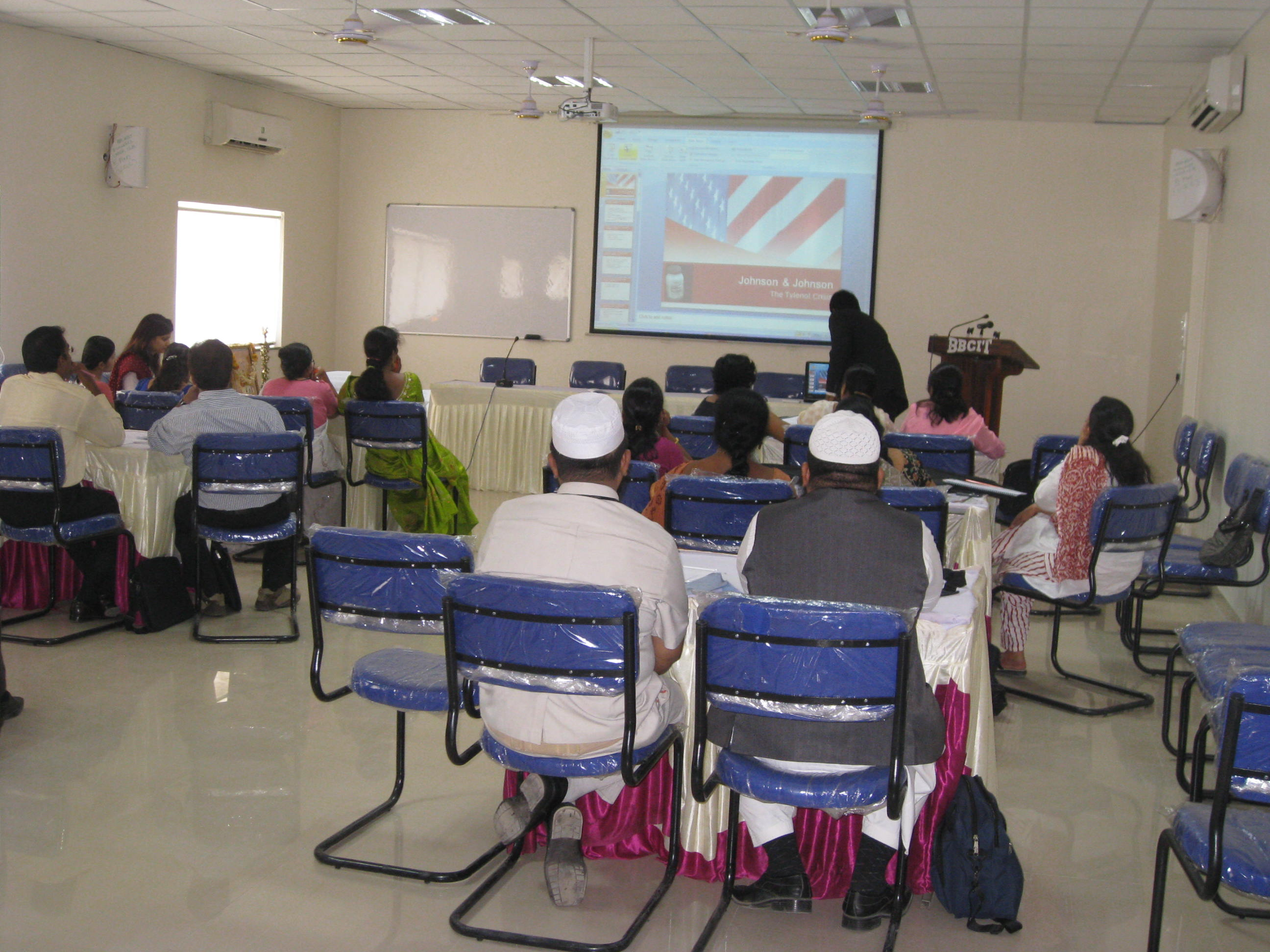
Una presentació de PowerPoint en curs.

(PowerPoint 15.0) Va sortir al mercat el 26 de gener de 2013, i va incloure noves llibreries d'animació, tractament d'imatges i capacitats d'acceleració per maquinari. També es va incloure en aquesta versió:
- Nova vista backstage.
- Creació de presentacions en col·laboració amb altres companys.
- Guardar versions de la presentació automàticament.
- Organitzar les diapositives en seccions.
- Combinar i comparar versions.
- Treballar amb arxius de presentació de "PowerPoint" separats en diferents finestres.
- PowerPoint web Apps[6] (Treballar en la presentació des de qualsevol lloc en un servidor web).
- Millores i incorporacions d'edició de vídeo i imatges.
- Les transicions i animacions tenen fitxes separades i són més fluides.
- Inserir, editar i reproduir un vídeo en la presentació.
- Nous dissenys d'imatges gràfiques SmartArt.
- Transicions de diapositives 3D.
- Copiar i Enganxar els formats animats d'un objecte, ja sigui text o formes, a un altre.
- Agregar una captura de pantalla a una diapositiva.

També s'ha llançat al mercat l'última versió 16.0, més coneguda com a Microsoft Office 2015 llançada el 29 de gener de 2015, encara que aquesta versió va sortir en el tema de Microsoft Office, també s'espera l'arribada del successor de Microsoft PowerPoint 2016.

### PowerPoint 2016
Va sortir al mercat el 23 de setembre de 2015, com a part del paquet Office 365, no va tenir gran canvi visual pel que fa al seu antecessor (PowerPoint 2013), el canvi més notable (visualment) és el color de la barra d'eines d'estil colorful. Es va centrar en "el núvol" i en facilitar la col·laboració en equip treballant diverses persones en una mateixa presentació al mateix temps. Va incorporar també el requadre "Informació" on es pot accedir més ràpidament a una funció escrivint en ell una paraula del que es vol fer.

## Compatibilitat
A causa que les presentacions generalment es realitzen en un ordinador i es mostren en un altre, és molt important que es puguin transferir de manera transparent i senzilla, tal com en el cas d'altres programes com l'OpenOffice.org Impress.
Powerpoint presenta un problema a causa de la possibilitat d'importar continguts d'altres programes mitjançant OLE, d'aquesta manera, alguns tipus de presentacions es queden totalment lligades a la plataforma Windows, arribant-se fins i tot al fet que la versió de Powerpoint per Apple (sobre OS X) no sigui capaç d'obrir convenientment els fitxers del Powerpoint de Windows.

## Funcions de PowerPoint
Típicament inclou tres funcions principals:
1. Un editor que permet inserir un text i donar-li format.
2. Un mètode per inserir i manipular imatges i gràfics.
3. Un sistema per mostrar el contingut en forma contínua.[7]

Els editors de presentacions són aplicacions de programari que permeten l'elaboració de documents multimèdia conformats per un conjunt de pantalles, també denominades diapositives, vinculades o enllaçades en forma seqüencial o hipertextual on conviuen textos, imatges, so i animacions.